# Colapuy (manzana)
Colapuy es una variedad cultivar de manzano (Malus domestica).
Se dice que fue traído a Francia desde Crimea por un soldado llamado Nicolas Puy a mediados del siglo XIX. Las frutas tienen una carne firme y dulce con un sabor distintivo.

## Sinónimos
- "Nicolas Puy",
- "Colapuis",
- "Colaspuis",
- "Colapuits",
- "Pomme sonnette".

## Historia
'Colapuy' es una variedad de manzana, traída de Crimea a Francia por un soldado napoleónico llamado Nicolas Puy a principios del siglo XIX. Ampliamente cultivado en la región de Santerre, en el norte de Francia.
'Colapuy' se cultiva en la National Fruit Collection con el número de accesión: 1948 - 246 y Accession name: Colapuy (Somme).

## Características
'Colapuy' tiene un tiempo de floración que comienza a partir del 9 de mayo con el 10% de floración, para el 15 de mayo tiene una floración completa (80%), y para el 23 de mayo tiene un 90% de caída de pétalos.
'Colapuy' tiene una talla de fruto grande a muy grande; forma elipsoide cilíndrico; con nervaduras fuertes; piel gruesa, epidermis con color de fondo es verde madurando a amarillo limón, con sobre color rojo oscuro, en una cantidad media-alta, con sobre color patrón rayado, presenta casi completamente lavado rojo y rayado con rojo más oscuro en la cara expuesta al sol, muy marcado con lenticelas rojizas, y con "russeting" (pardeamiento áspero superficial que presentan algunas variedades) bajo; pedúnculo es de longitud corta a moderada, establecido en una cuenca peduncular estrecha y poco profunda, rojiza; cáliz parcialmente abierto y moderadamente grande, ubicado en una cuenca calicina profunda y plisada rodeada de una leve coronación; textura de la pulpa de grano fino y crujiente, y color de la pulpa blanca; sabor jugoso, muy dulce y afrutado.
Su tiempo de recogida de cosecha se inicia a mediados de octubre. Una manzana de postre también utilizada para cocinar, y que hace un excelente jugo y sidra. Se puede escuchar el ruido de las semillas cuando la manzana está madura. Se mantiene hasta tres meses en almacenamiento en frío.

## Ploidismo
Diploide. Auto estéril, los cultivos con un polinizador compatible. Grupo D día 15.

## Susceptibilidades
- Oidio: no presenta
- Cancro: no presenta
- Moteado: no presenta[6]